# Fermín Solís

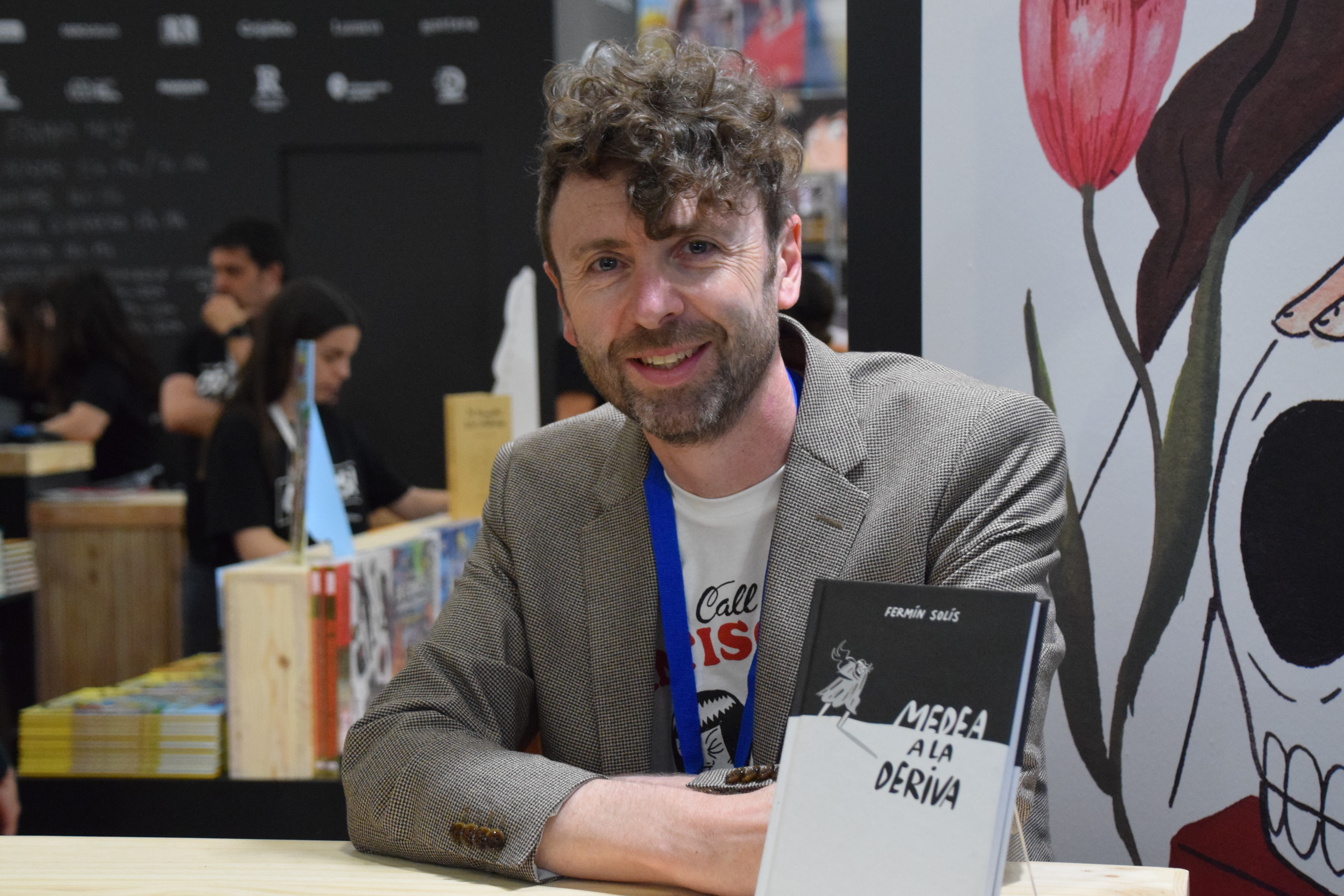
Fermín Solís em 2022

Fermín Solís (Madroñera, 16 de maio de 1972) é um autor de quadrinhos espanhol.

## Livros
- Dando Tumbos (Subterfuge 2000)
- Otra Vida (D2ble D2sis, 2001)
- No te Quiero Pero te Amo un Poco (Aralia, 2002)
- Los Días Más Largos (Balboa, 2003)
- Un Pie Tras Otro (Plan B, 2003)
- No te quiero, pero… (Astiberri, 2004)
- Dan Laxante, Detective Cotidiano (Tebeo Vivo, 2004)
- De Ballenas y Pulgas (Ariadna Editorial, 2004)
- El Hombre del Perrito (Astiberri, 2005)
- El Año que Vimos Nevar (Astiberri, 2005)
- Las Pelusas de mi Ombligo # 1 (Cabezabajo, 2006)
- Lunas de Papel (Dib-buks, 2007)
- Las Pelusas de mi Ombligo #2 (Dolmen 2007)
- Astro-Ratón y Bombillita # 1: Parece que Chispea (Mamut, 2008)
- Buñuel en el Laberinto de las Tortugas (Editora Regional de Extremadura)